# 韋斯特河
51°29′19.94″N 8°19′59.07″E / 51.4888722°N 8.3330750°E

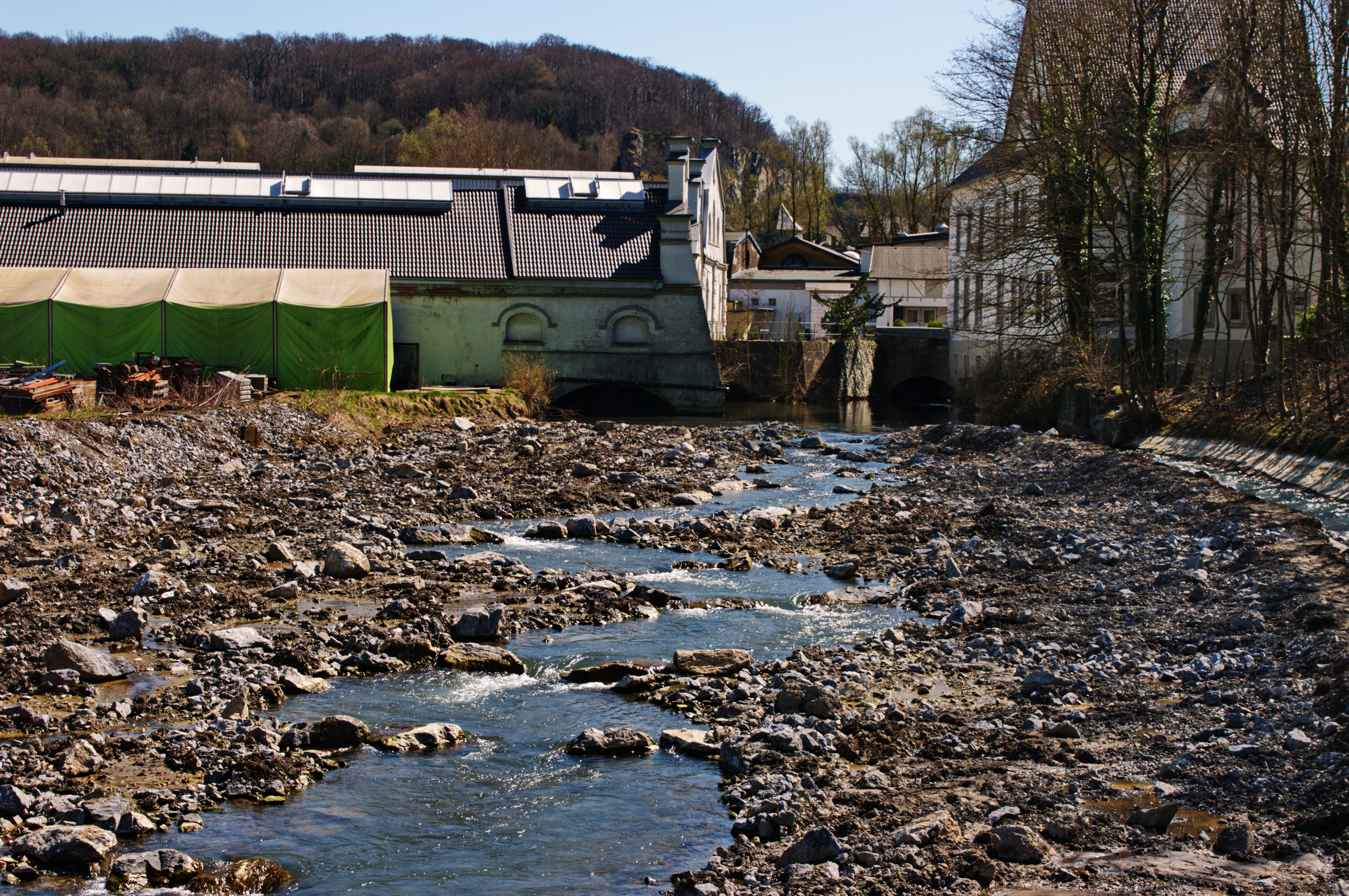

韋斯特河（德語：Wester），是德國的河流，位於該國西部，處於北萊茵-威斯特法倫州，屬於默訥河的左支流，河道全長14.3公里，流域面積54.5平方公里。